# استرالیاز گات تلنت
استرالیاز گات تلنت به انگلیسی:(Australia's got talent) یک نمایش استعداد یابی بر پایه برنامه‌های واقعگرا است که از سری مجموعه‌های گات تلنت می‌باشد که از مجوز ان از سوی سایمون کاول و نسخه بریتانیایی ان یعنی بریتینز گات تلنت گرفته شده‌است.

## نگارخانه

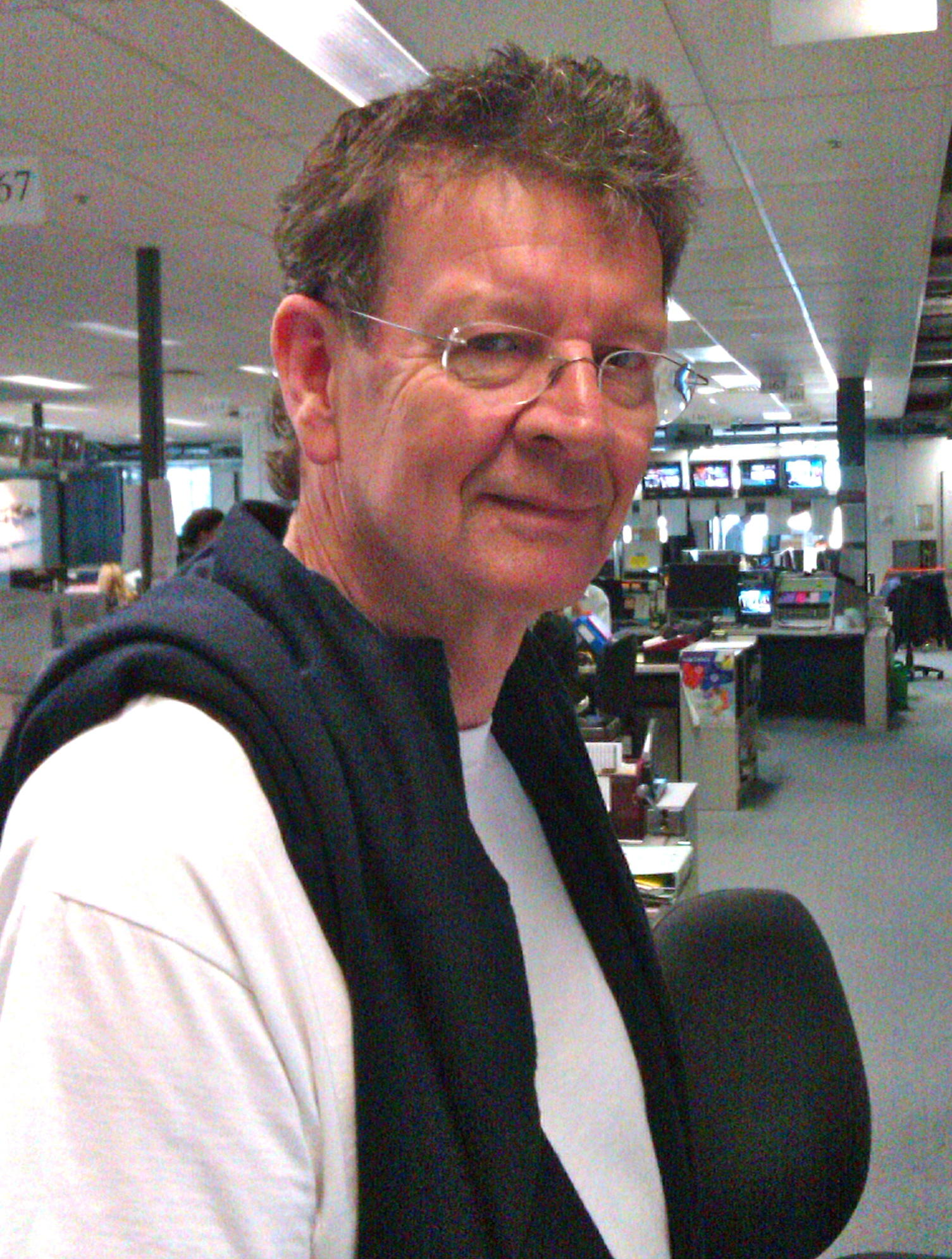
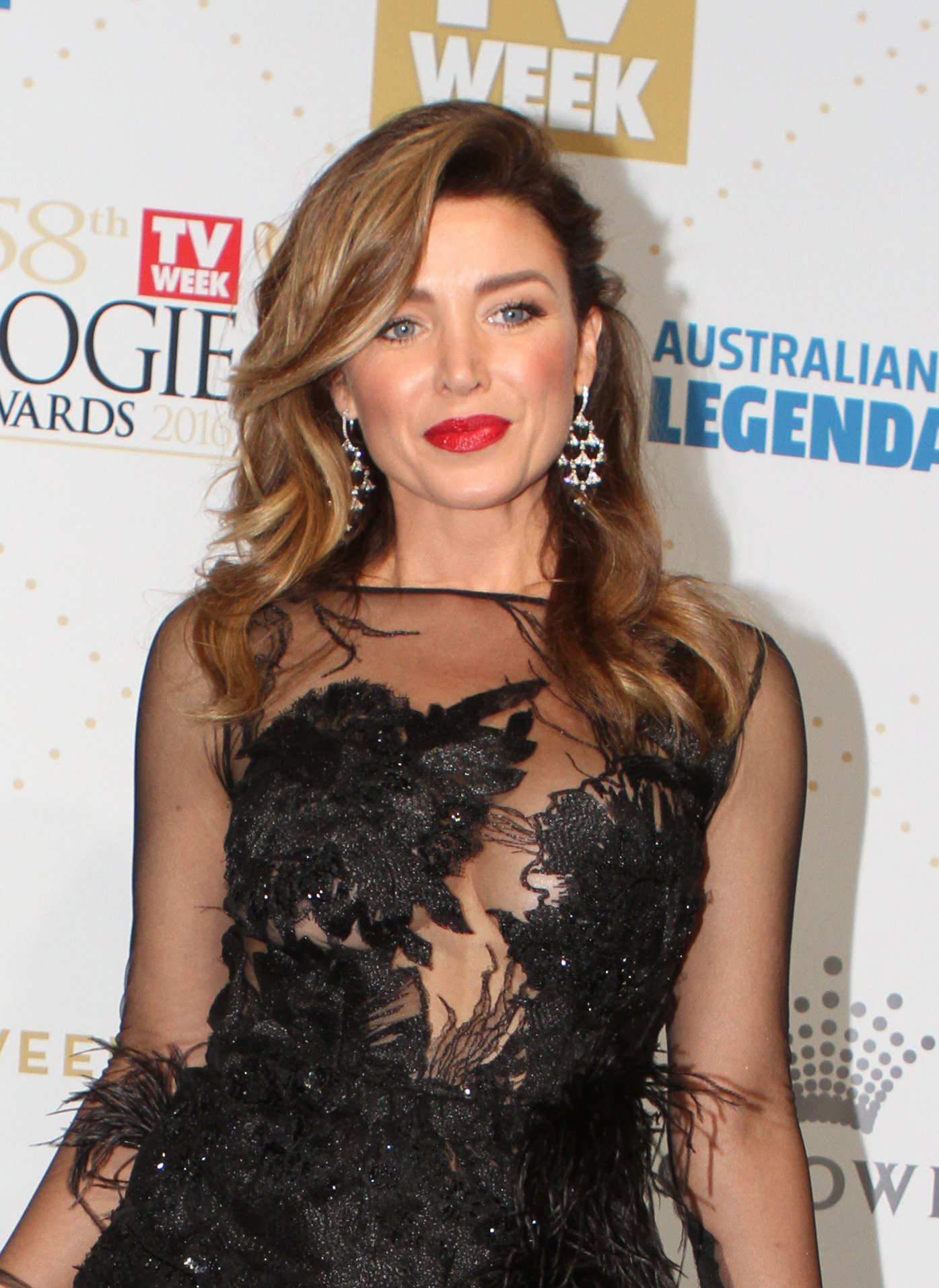
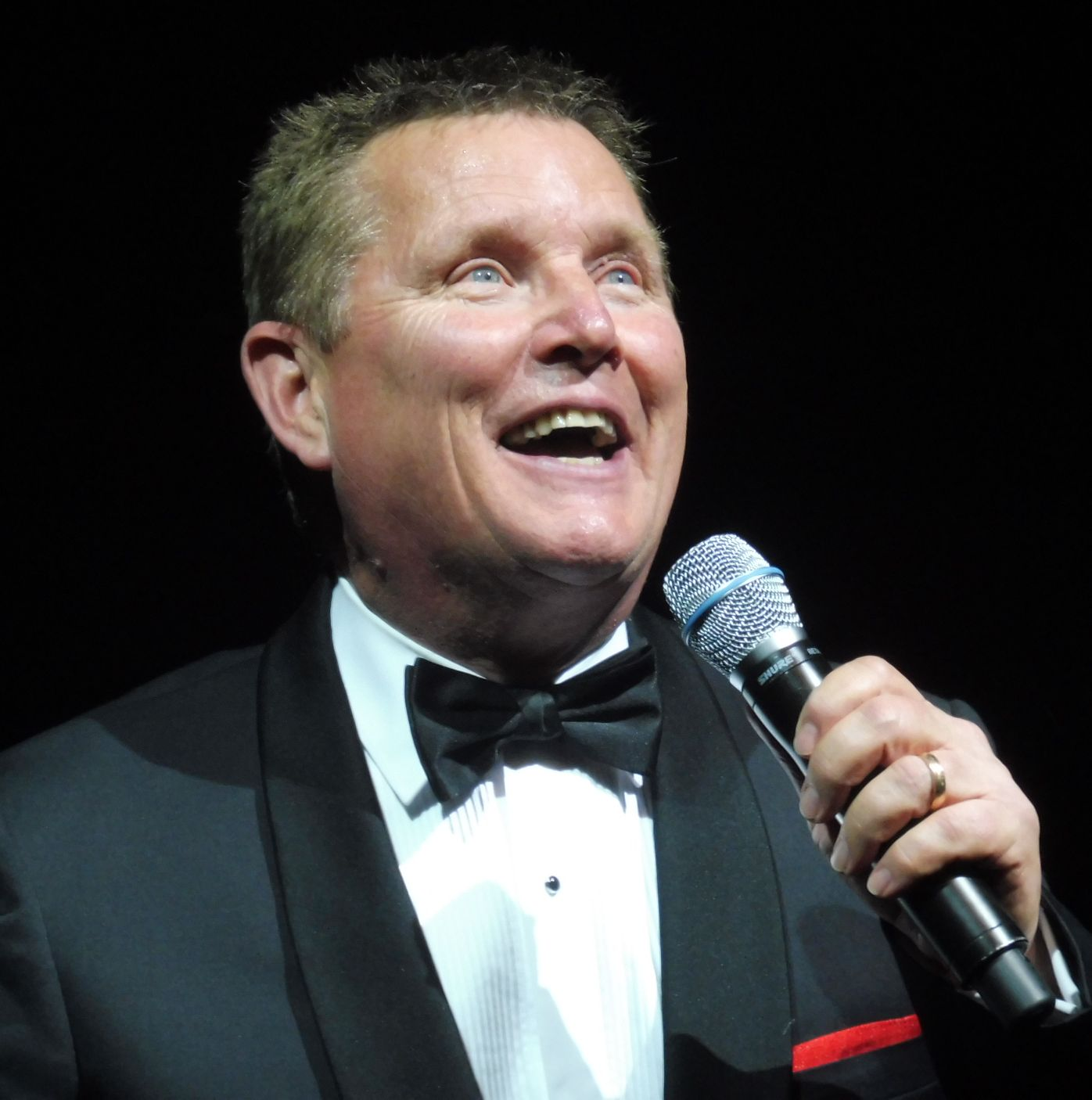
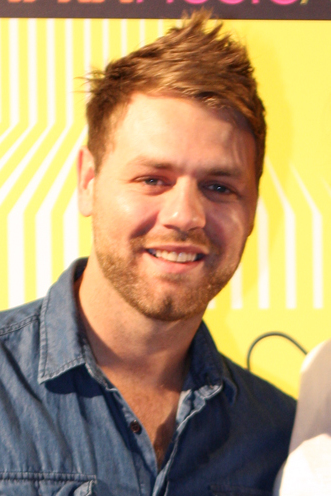
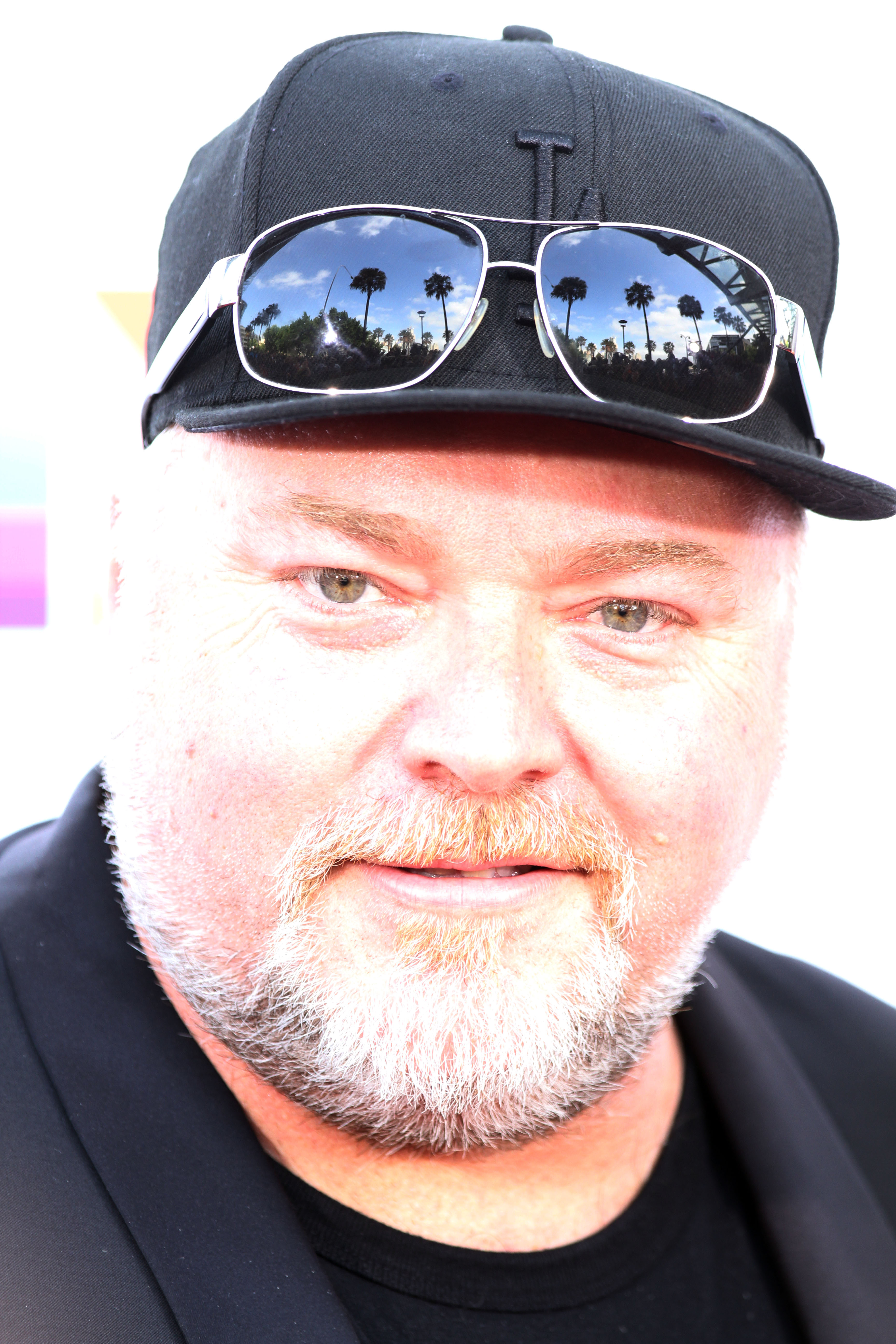
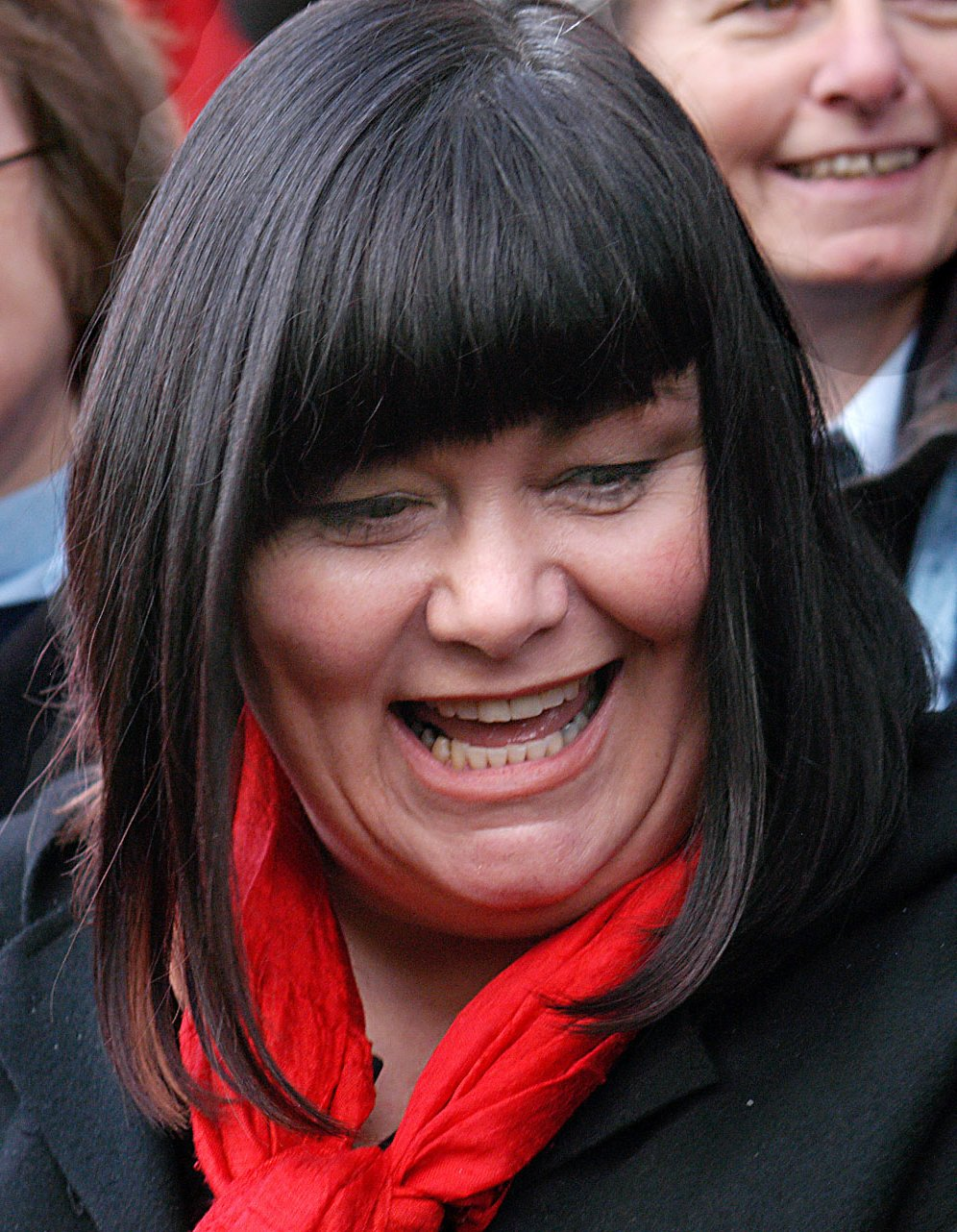
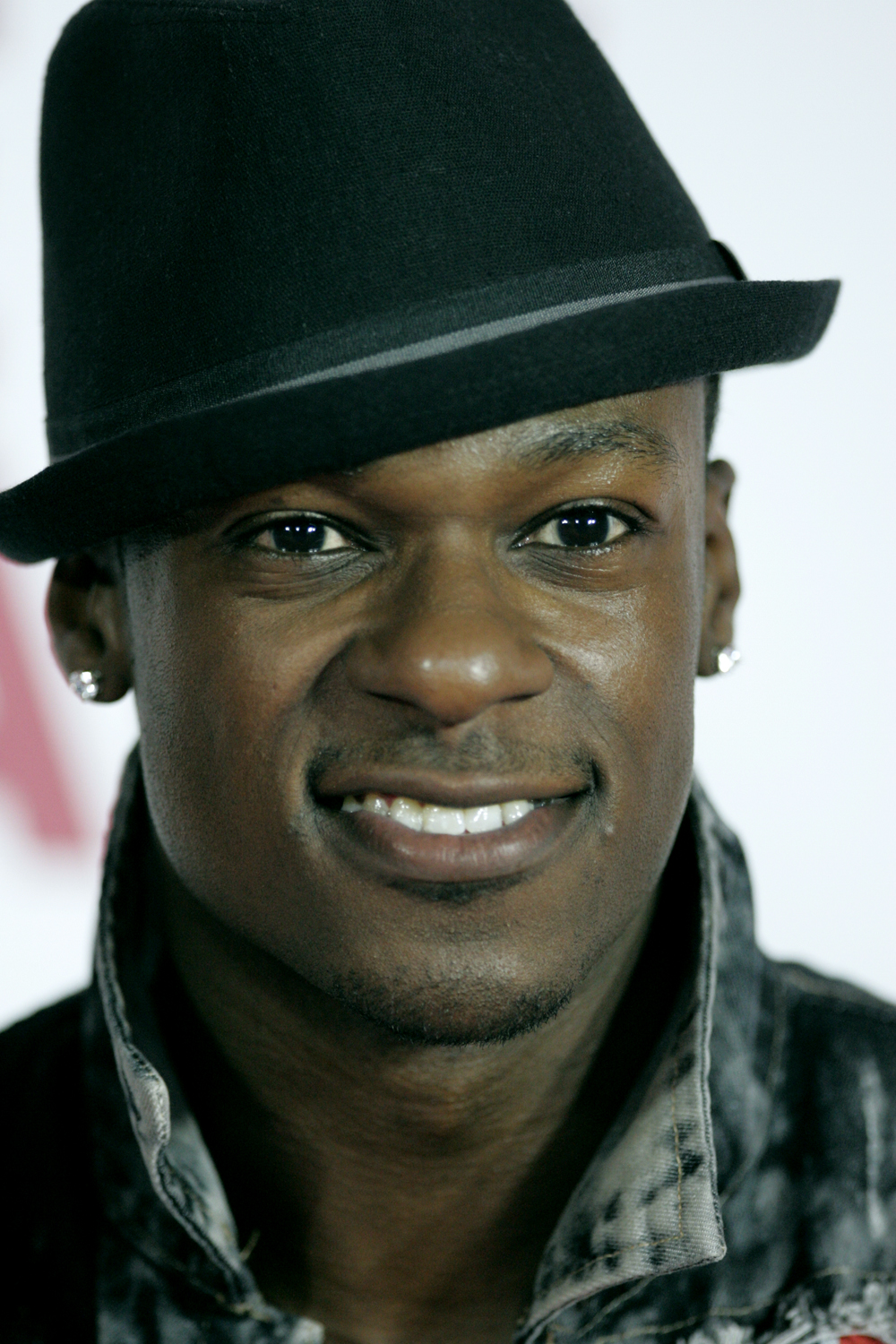
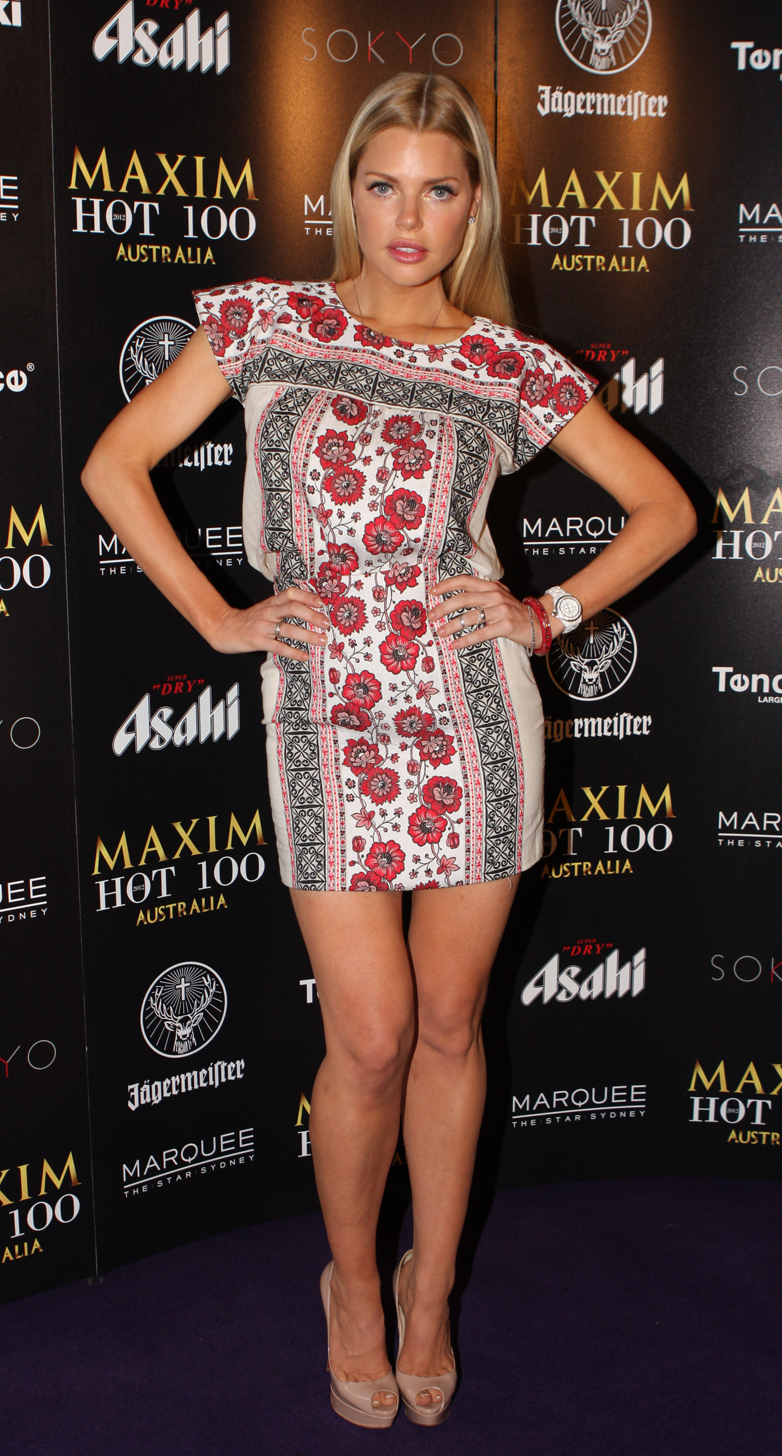
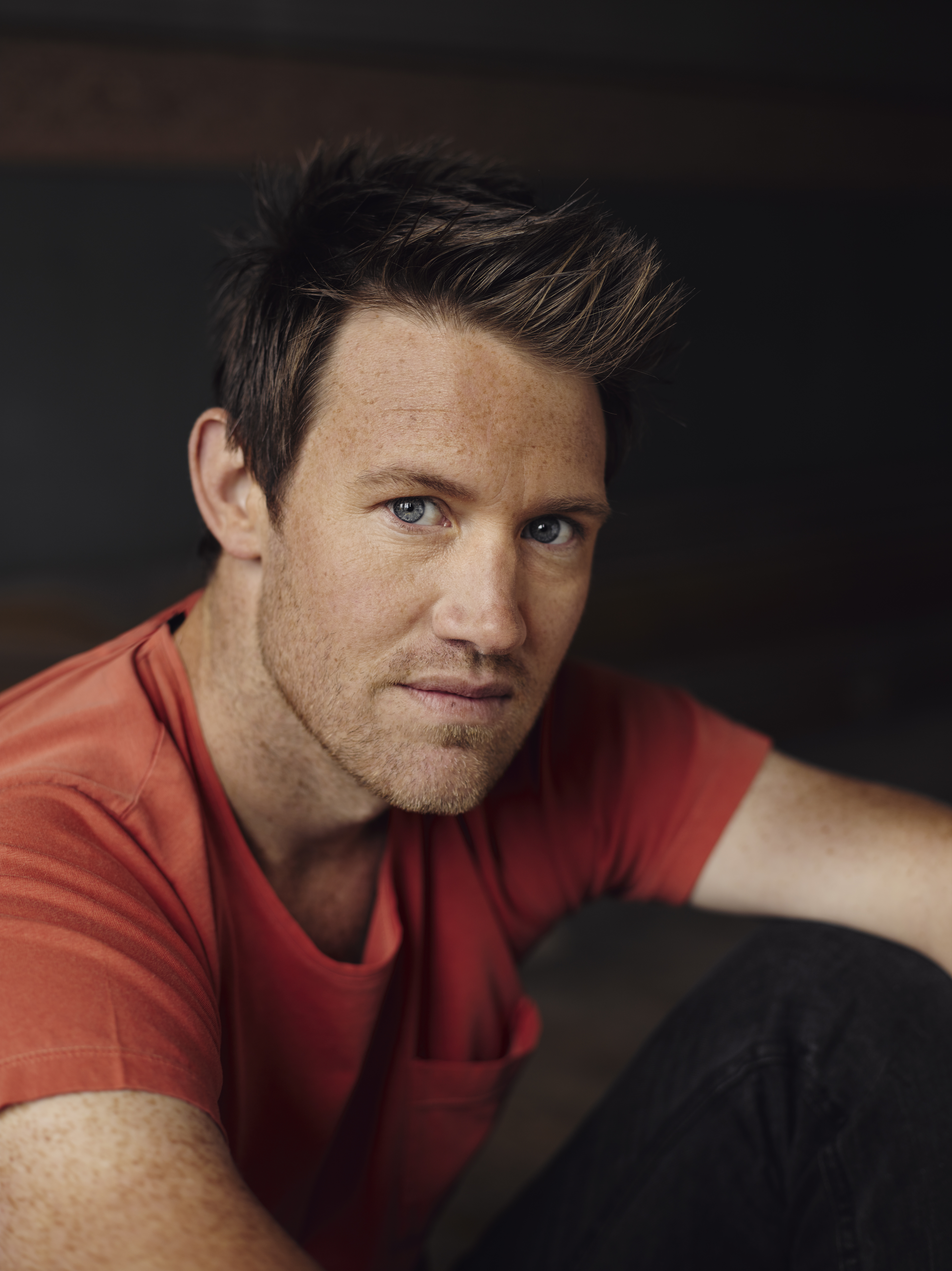
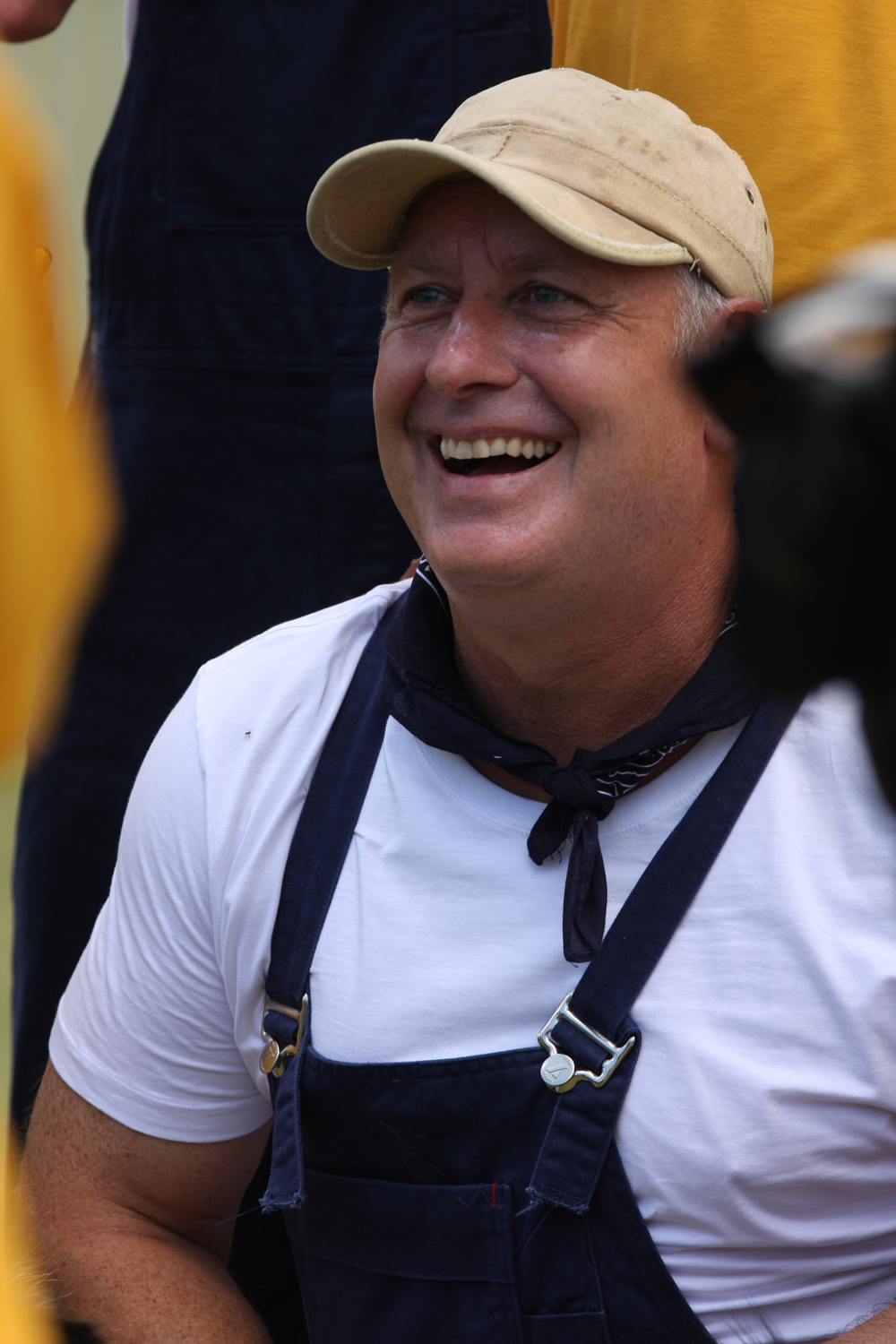
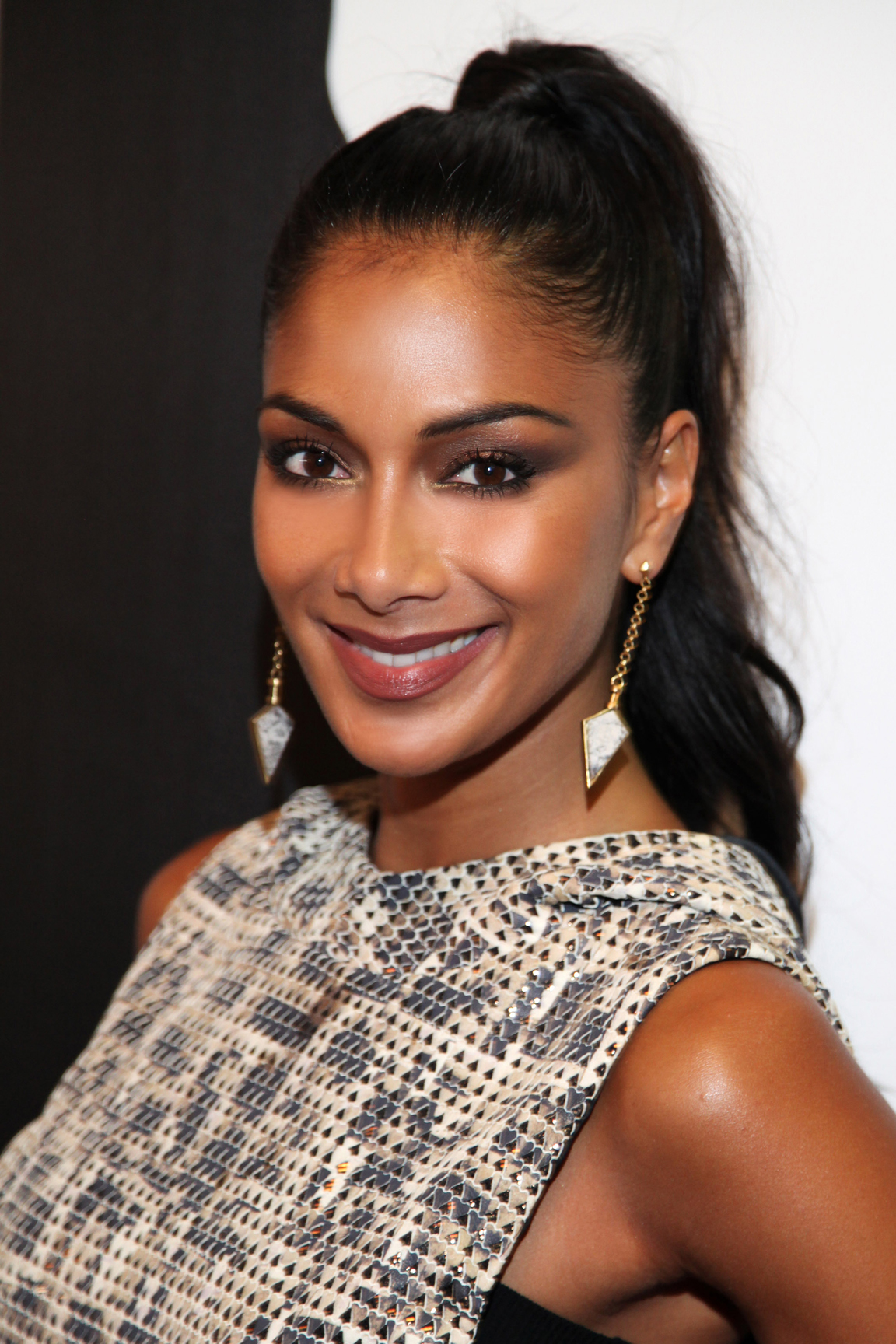
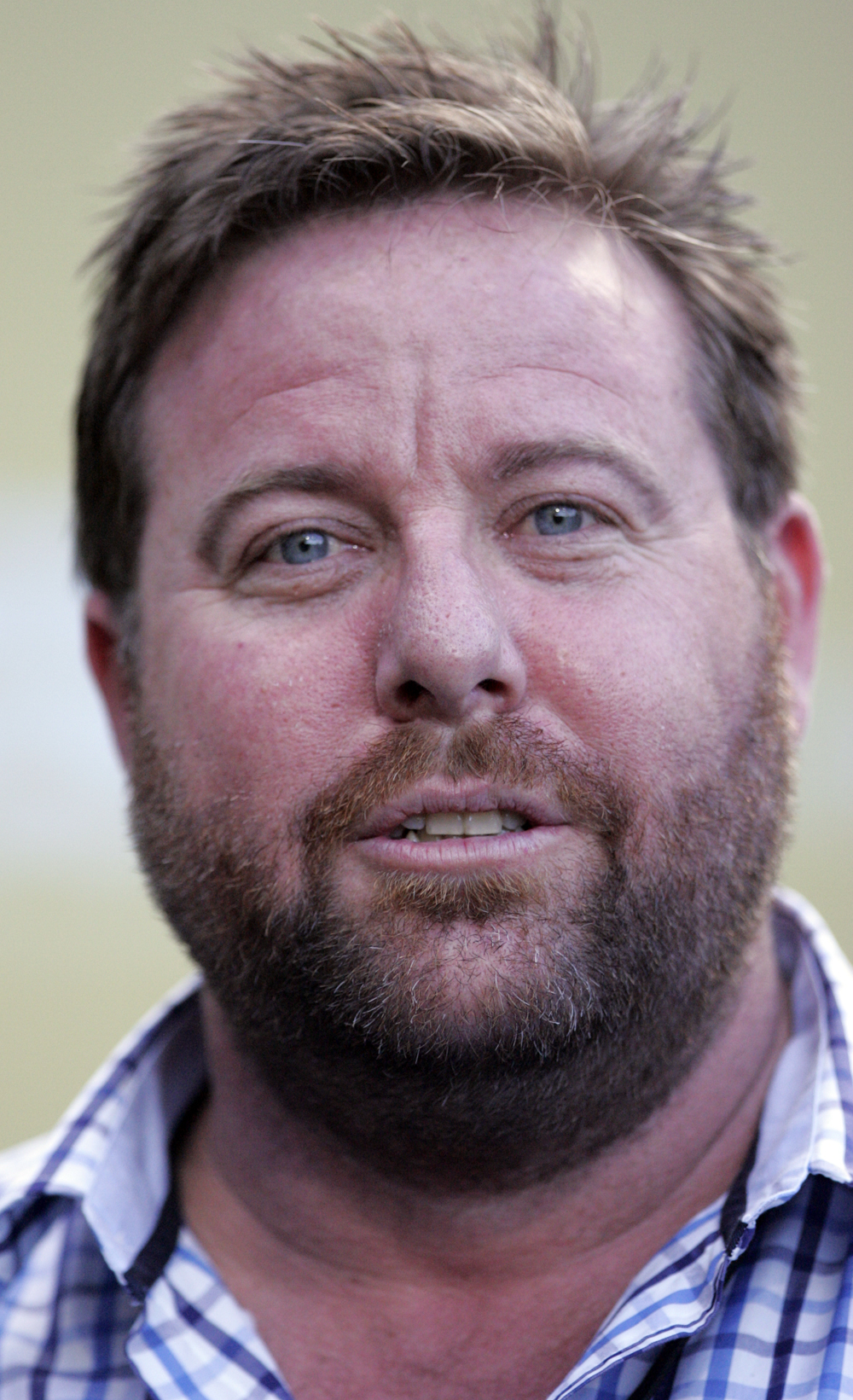
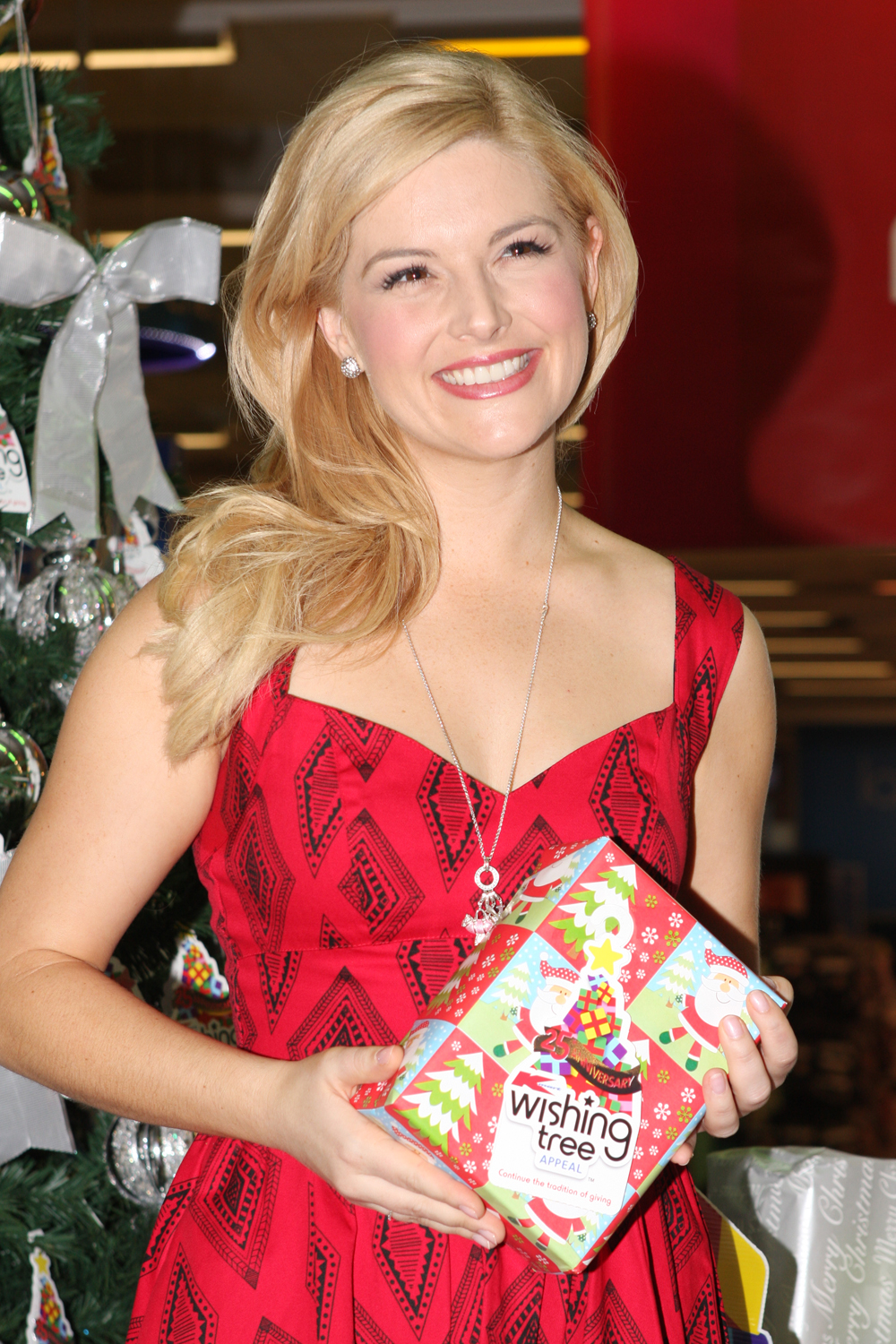
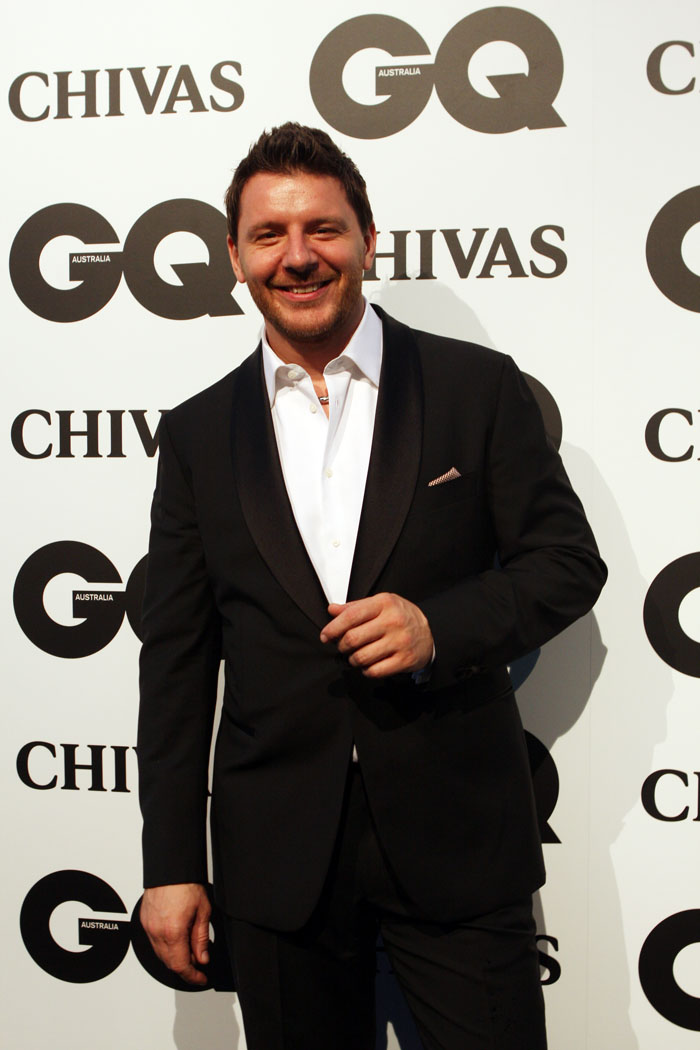